# اورلین شوامنی
اورلین شوامنی (به فرانسوی: Aurélien Tchouaméni‎؛ زادهٔ ۲۷ ژانویهٔ ۲۰۰۰) بازیکن فوتبال اهل فرانسه است که در پست هافبک دفاعی برای باشگاه رئال مادرید در لا لیگا و تیم ملی فرانسه بازی می‌کند.
از باشگاه‌هایی که در آن بازی کرده است می‌توان به بوردو و موناکو و رئال مادرید اشاره کرد.
وی همچنین در تیم‌های ملی فوتبال زیر ۱۷سال، زیر ۱۸سال، زیر ۱۹سال، زیر ۲۰سال، زیر ۲۱ سال فرانسه و تیم ملی بزرگسالان فرانسه بازی کرده است.

## اوایل زندگی
شوامنی در روآن، سن-ماریتیم به دنیا آمد، اما در بوردو، ژیروند بزرگ شد.

## دوران باشگاهی

### بوردو
شوامنی اولین بازی حرفه‌ای خود را برایی تیم اول بوردو در برد ۱–۰ خارج از خانه مقابل باشگاه لتونیایی ونتسپیلس در مرحله دوم مقدماتی لیگ اروپا در ۲۶ ژوئیه ۲۰۱۸ انجام داد و از ابتدا بازی را شروع کرد و ۸۹ دقیقه در زمین حضور داشت. او اولین گل خود در دوران باشگاهی بزرگسالان را در ۹ اوت به ثمر رساند؛ او آخرین گل تیمش را در پیروزی ۳–۱ خارج از خانه بوردو در لیگ اروپا مقابل ماریوپول به ثمر رساند.

### موناکو
در ۲۹ ژانویه ۲۰۲۰، شوامنی قراردادی چهار و نیم ساله با باشگاه موناکو حاضر در لیگ ۱ فرانسه امضا کرد. پس از حدود یک سال بازی برای این تیم، سرانجام اولین گل خود در لیگ را برای این تیم به ثبت رساند و گل دوم تیمش را در پیروزی ۳–۱ مقابل مارسی در ۲۳ ژانویه ۲۰۲۱ به ثمر رساند. در ۱۴ مه ۲۰۲۲، او یک پاس گل برای کاپیتان تیم وسام بن یدر داد و بدین ترتیب، در نهمین برد متوالی تیمش نقش داشت.

### رئال مادرید
در ۱۱ ژوئن ۲۰۲۲، دو باشگاه موناکو و رئال مادرید اعلام کردند که شوامنی در ۱ ژوئیه ۲۰۲۲ با امضای قراردادی شش ساله به رئال منتقل خواهد شد. مبلغ انتقال ۸۰ میلیون یورو گزارش شده است که به دلیل بندهای گنجانده شده در قرارداد ممکن است به ۱۰۰ میلیون یورو نیز افزایش یابد.

## دوران ملی
شوامنی کامرونی تبار است. او برای اولین بار در ۲۶ اوت ۲۰۲۱ به تیم بزرگسالان فرانسه دعوت گردید. در ۱ سپتامبر، او اولین بازی ملی خود را در بازی مقدماتی جام جهانی ۲۰۲۲ مقابل بوسنی انجام داد و در دقیقه ۴۶ جایگزین توما لمار شد. در ۲۵ مارس ۲۰۲۲، شوامنی اولین گل خود برای تیم ملی فرانسه را در یک بازی دوستانه مقابل ساحل عاج به ثمر رساند.

### گل‌های ملی
تا تاریخ ۱۰ دسامبر ۲۰۲۲ 
|   | تاریخ          | میزبان                 | رقیب     | زده | پایانی | رقابت                 | منبع   |
| - | -------------- | ---------------------- | -------- | --- | ------ | --------------------- | ------ |
| ۱ | ۲۵ مارس ۲۰۲۲   | ورزشگاه ولودروم، مارسی | ساحل عاج | ۱-۲ | ۱–۲    | دوستانه               | [ ۱۹ ] |
| ۲ | ۱۰ دسامبر ۲۰۲۲ | ورزشگاه البیت، الخور   | انگلستان | ۰-۱ | ۱–۲    | جام جهانی فوتبال ۲۰۲۲ | [ ۲۰ ] |

## آمار

### باشگاهی
تا تاریخ ۲۸ اکتبر ۲۰۲۳
| باشگاه      | فصل               | لیگ                 | لیگ  | لیگ | جام ملی | جام ملی | جام داخلی | جام داخلی | اروپا | اروپا | سایر | سایر | مجموع | مجموع |
| باشگاه      | فصل               | دسته                | بازی | گل  | بازی    | گل      | بازی      | گل        | بازی  | گل    | بازی | گل   | بازی  | گل    |
| ----------- | ----------------- | ------------------- | ---- | --- | ------- | ------- | --------- | --------- | ----- | ----- | ---- | ---- | ----- | ----- |
| بوردو بی    | ۱۸–۲۰۱۷           | قهرمانی ملی دسته سه | ۱۶   | ۳   | —       | —       | —         | —         | —     | —     | —    | —    | ۱۶    | ۳     |
| بوردو       | ۱۹–۲۰۱۸           | لیگ ۱               | ۱۰   | ۰   | ۰       | ۰       | ۰         | ۰         | ۹     | ۱     | —    | —    | ۱۹    | ۱     |
| بوردو       | ۲۰–۲۰۱۹           | لیگ ۱               | ۱۵   | ۰   | ۱       | ۰       | ۲         | ۰         | —     | —     | —    | —    | ۱۸    | ۰     |
| بوردو       | مجموع             | مجموع               | ۲۵   | ۰   | ۱       | ۰       | ۲         | ۰         | ۹     | ۱     | —    | —    | ۳۷    | ۱     |
| موناکو      | ۲۰–۲۰۱۹           | لیگ ۱               | ۳    | ۰   | —       | —       | —         | —         | —     | —     | —    | —    | ۳     | ۰     |
| موناکو      | ۲۱–۲۰۲۰           | لیگ ۱               | ۳۶   | ۲   | ۶       | ۱       | —         | —         | —     | —     | —    | —    | ۴۲    | ۳     |
| موناکو      | ۲۲–۲۰۲۱           | لیگ ۱               | ۳۵   | ۳   | ۴       | ۱       | —         | —         | ۱۱    | ۱     | —    | —    | ۵۰    | ۵     |
| موناکو      | مجموع             | مجموع               | ۷۴   | ۵   | ۱۰      | ۲       | ۰         | ۰         | ۱۱    | ۱     | –    | –    | ۹۵    | ۸     |
| رئال مادرید | ۲۳–۲۰۲۲           | لالیگا              | ۳۳   | ۰   | ۴       | ۰       | —         | —         | ۱۰    | ۰     | ۳    | ۰    | ۵۰    | ۰     |
| رئال مادرید | ۲۴–۲۰۲۳           | لالیگا              | ۱۱   | ۱   | ۰       | ۰       | —         | —         | ۳     | ۰     | ۰    | ۰    | ۱۴    | ۱     |
| رئال مادرید | مجموع رئال مادرید | مجموع رئال مادرید   | ۴۴   | ۱   | ۴       | ۰       | —         | —         | ۱۳    | ۰     | ۳    | ۰    | ۶۴    | ۱     |
| مجموع آمار  | مجموع آمار        | مجموع آمار          | ۱۵۹  | ۹   | ۱۴      | ۲       | ۲         | ۰         | ۳۳    | ۲     | ۳    | ۰    | ۲۱۱   | ۱۳    |

1. ↑  شامل کوپا فرانسه
2. ↑  شامل کوپا لیگ
3. ↑  تعداد بازی‌ها در لیگ اروپا
4. ↑  ۴ بازی و یک گل در لیگ قهرمانان اروپا، ۷ بازی در لیگ اروپا
5. ↑  تعداد بازی در سوپرجام اروپا

### ملی
تا تاریخ ۱۷ اکتبر ۲۰۲۳
| فرانسه | فرانسه | فرانسه | فرانسه |
| سال    | بازی   | گل     | پاس گل |
| ------ | ------ | ------ | ------ |
| ۲۰۲۱   | ۷      | ۰      | ۰      |
| ۲۰۲۲   | ۱۴     | ۲      | ۰      |
| ۲۰۲۳   | ۸      | ۱      | ۱      |
| مجموع  | ۲۹     | ۳      | ۱      |

### گل‌های ملی
| شماره | تاریخ          | میزبان | بازی ملی | حریف     | نتیجه | رقابت                         |
| ----- | -------------- | ------ | -------- | -------- | ----- | ----------------------------- |
| ۱     | ۲۵ مارس ۲۰۲۲   | مارسی  | ۸        | ساحل عاج | ۲–۱   | دوستانه                       |
| ۲     | ۱۰ دسامبر ۲۰۲۲ | الخور  | ۱۹       | انگلستان | ۲–۱   | جام جهانی ۲۰۲۲ قطر            |
| ۳     | ۷ سپتامبر ۲۰۲۳ | پاریس  | ۲۶       | ایرلند   | ۲–۰   | مقدماتی جام ملت‌های اروپا ۲۰۲۴ |

## افتخارات

### باشگاهی
موناکو
- جام حذفی نایب‌قهرمانی (۱): ۲۱–۲۰۲۰[۲۲]

رئال مادرید
- لیگ قهرمانان اروپا: ۲۴–۲۰۲۳
- سوپرجام اروپا (۱): ۲۰۲۲[۲۳]
- جام باشگاه‌های جهان (۱): ۲۰۲۲
- جام حذفی اسپانیا (۱):۲۰۲۲

### ملی
فرانسه
- لیگ ملت‌های اروپا (۱): ۲۱–۲۰۲۰[۲۴]
- جام جهانی فوتبال (۱ نایب‌قهرمانی): ۲۰۲۲

### شخصی
- بهترین بازیکن جوان سال لیگ ۱ از نگاه اتحادیه فوتبال فرانسه (۱): ۲۱–۲۰۲۰[۲۵]
- تیم منتخب سال لیگ ۱ از نگاه اتحادیه فوتبال فرانسه (۱): ۲۲–۲۰۲۱[۲۶]